# 洪发科
洪发科（1956年11月13日—），男，汉族，山西曲沃人，中华人民共和国政治人物。北京大学地理系毕业，原中共阳泉市委书记。因犯受贿罪、巨额财产来源不明罪，经山西省忻州市中级人民法院审判，决定执行有期徒刑十七年，现服刑中。

## 生平
1974年8月至1976年12月，运城地区设计室技术员。
1977年1月至1979年8月，北京大学地理系学习。
1979年9月至1983年5月任山西省城建局干部。1983年6月至1984年4月任山西省建设厅规划处助工。1984年5月至1985年2月山西省建设厅规划处副处长。1985年2月至1987年2月任山西省平鲁区副县长。1987年2月至1988年12月山西省建设厅人事处处长。
1988年12月至1991年10月任朔城区区委副书记、区长。1991年10月至1996年5月，长治市副市长。
1996年5月至1998年3月任山西省建委党组成员、副主任。1998年3月至2003年4月任山西省建材工业局党组书记、局长。山西省建材工业公司党组书记、经理。
2003年4月至2004年3月任山西省经贸委党组成员、副主任（正厅级）。2004年3月至2005年3月任山西省经委党组成员、副主任。2005年3月至2012年1月任山西省经委党组书记、主任。
2012年1月，任中共阳泉市委書記。
2015年7月，涉嫌严重违纪违法，接受中央纪委调查。
2016年2月，经中共山西省纪委常委会议、山西省委常委会议讨论，决定给予洪发科开除公职处分，并经中央纪委常委会审议报中共中央批准，决定给予洪发科开除党籍处分，收缴其违纪所得。将其涉嫌犯罪问题、线索及所涉款物移送司法机关依法处理。　　
2016年3月，山西省人民检察院依法以涉嫌受贿罪决定逮捕洪发科。
2016年，因犯受贿罪、巨额财产来源不明罪，经由山西省忻州市中级人民法院审判，决定执行有期徒刑十七年。